# Lista de regiões geográficas intermediárias e imediatas do Pará

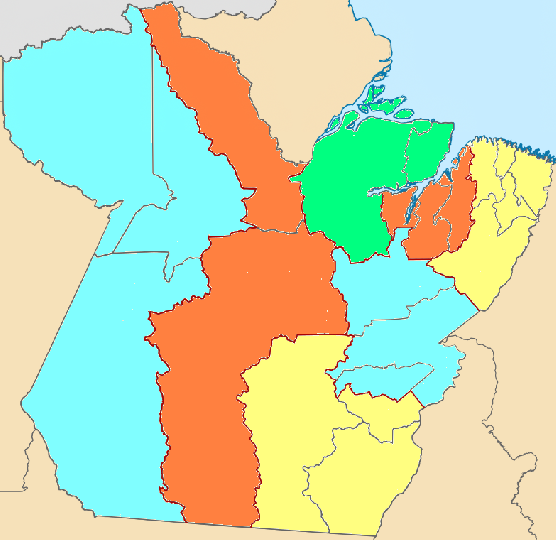
Divisão das regiões intermediárias em vermelho e das imediatas em cinza no Pará.

Lista de regiões geográficas intermediárias e imediatas do Pará, estado situado na Região Norte do Brasil, composto por 144 municípios, que estão distribuídos em 21 regiões geográficas imediatas, que por sua vez estão agrupadas em sete regiões geográficas intermediárias, segundo a divisão do Instituto Brasileiro de Geografia e Estatística (IBGE) vigente desde 2017.
A primeira seção aborda as regiões geográficas intermediárias e suas respectivas regiões imediatas integrantes, enquanto que a segunda trata das regiões geográficas imediatas e seus respectivos municípios, divididas por regiões intermediárias e ordenadas pela codificação do IBGE.
As regiões geográficas intermediárias foram apresentadas em 2017, com a atualização da divisão regional do Brasil, e correspondem a uma revisão das antigas mesorregiões, que estavam em vigor desde a divisão de 1989. As regiões geográficas imediatas, por sua vez, substituíram as microrregiões. Na divisão vigente até 2017, os municípios do estado estavam distribuídos em 22 microrregiões e seis mesorregiões, segundo o IBGE.

## Regiões geográficas intermediárias
| Região geográfica intermediária | Código | Número de municípios | Regiões geográficas imediatas | Código | Número de municípios |
| ------------------------------- | ------ | -------------------- | ----------------------------- | ------ | -------------------- |
| Belém                           | 1501   | 23                   | Belém                         | 150001 | 15                   |
| Belém                           | 1501   | 23                   | Cametá                        | 150002 | 4                    |
| Belém                           | 1501   | 23                   | Abaetetuba                    | 150003 | 4                    |
| Castanhal                       | 1502   | 39                   | Castanhal                     | 150004 | 14                   |
| Castanhal                       | 1502   | 39                   | Bragança                      | 150005 | 6                    |
| Castanhal                       | 1502   | 39                   | Capanema                      | 150006 | 9                    |
| Castanhal                       | 1502   | 39                   | Paragominas                   | 150007 | 6                    |
| Castanhal                       | 1502   | 39                   | Capitão Poço                  | 150008 | 4                    |
| Marabá                          | 1503   | 23                   | Marabá                        | 150009 | 13                   |
| Marabá                          | 1503   | 23                   | Parauapebas                   | 150010 | 4                    |
| Marabá                          | 1503   | 23                   | Tucuruí                       | 150011 | 6                    |
| Redenção                        | 1504   | 15                   | Redenção                      | 150012 | 8                    |
| Redenção                        | 1504   | 15                   | Tucumã-São Félix do Xingu     | 150013 | 3                    |
| Redenção                        | 1504   | 15                   | Xinguara                      | 150014 | 4                    |
| Santarém                        | 1505   | 19                   | Santarém                      | 150015 | 6                    |
| Santarém                        | 1505   | 19                   | Itaituba                      | 150016 | 7                    |
| Santarém                        | 1505   | 19                   | Oriximiná                     | 150017 | 6                    |
| Altamira                        | 1506   | 9                    | Altamira                      | 150018 | 7                    |
| Altamira                        | 1506   | 9                    | Almeirim-Porto de Moz         | 150019 | 2                    |
| Breves                          | 1507   | 16                   | Breves                        | 150020 | 10                   |
| Breves                          | 1507   | 16                   | Soure-Salvaterra              | 150021 | 6                    |

## Regiões geográficas imediatas por regiões intermediárias

### Belém
| Região geográfica imediata | Código | Municípios              |
| -------------------------- | ------ | ----------------------- |
| Belém                      | 150001 | Acará                   |
| Belém                      | 150001 | Ananindeua              |
| Belém                      | 150001 | Barcarena               |
| Belém                      | 150001 | Belém                   |
| Belém                      | 150001 | Benevides               |
| Belém                      | 150001 | Bujaru                  |
| Belém                      | 150001 | Colares                 |
| Belém                      | 150001 | Concórdia do Pará       |
| Belém                      | 150001 | Marituba                |
| Belém                      | 150001 | Santa Bárbara do Pará   |
| Belém                      | 150001 | Santa Izabel do Pará    |
| Belém                      | 150001 | Santo Antônio do Tauá   |
| Belém                      | 150001 | São Caetano de Odivelas |
| Belém                      | 150001 | Tomé-Açu                |
| Belém                      | 150001 | Vigia                   |
| Cametá                     | 150002 | Cametá                  |
| Cametá                     | 150002 | Limoeiro do Ajuru       |
| Cametá                     | 150002 | Mocajuba                |
| Cametá                     | 150002 | Oeiras do Pará          |
| Abaetetuba                 | 150003 | Abaetetuba              |
| Abaetetuba                 | 150003 | Igarapé-Miri            |
| Abaetetuba                 | 150003 | Moju                    |
| Abaetetuba                 | 150003 | Tailândia               |

### Castanhal
| Região geográfica imediata | Código | Municípios              |
| -------------------------- | ------ | ----------------------- |
| Castanhal                  | 150004 | Castanhal               |
| Castanhal                  | 150004 | Curuçá                  |
| Castanhal                  | 150004 | Igarapé-Açu             |
| Castanhal                  | 150004 | Inhangapi               |
| Castanhal                  | 150004 | Irituia                 |
| Castanhal                  | 150004 | Magalhães Barata        |
| Castanhal                  | 150004 | Maracanã                |
| Castanhal                  | 150004 | Marapanim               |
| Castanhal                  | 150004 | Santa Maria do Pará     |
| Castanhal                  | 150004 | São Domingos do Capim   |
| Castanhal                  | 150004 | São Francisco do Pará   |
| Castanhal                  | 150004 | São João da Ponta       |
| Castanhal                  | 150004 | São Miguel do Guamá     |
| Castanhal                  | 150004 | Terra Alta              |
| Bragança                   | 150005 | Augusto Corrêa          |
| Bragança                   | 150005 | Bragança                |
| Bragança                   | 150005 | Cachoeira do Piriá      |
| Bragança                   | 150005 | Santa Luzia do Pará     |
| Bragança                   | 150005 | Tracuateua              |
| Bragança                   | 150005 | Viseu                   |
| Capanema                   | 150006 | Bonito                  |
| Capanema                   | 150006 | Capanema                |
| Capanema                   | 150006 | Nova Timboteua          |
| Capanema                   | 150006 | Peixe-Boi               |
| Capanema                   | 150006 | Primavera               |
| Capanema                   | 150006 | Quatipuru               |
| Capanema                   | 150006 | Salinópolis             |
| Capanema                   | 150006 | Santarém Novo           |
| Capanema                   | 150006 | São João de Pirabas     |
| Paragominas                | 150007 | Aurora do Pará          |
| Paragominas                | 150007 | Dom Eliseu              |
| Paragominas                | 150007 | Ipixuna do Pará         |
| Paragominas                | 150007 | Mãe do Rio              |
| Paragominas                | 150007 | Paragominas             |
| Paragominas                | 150007 | Ulianópolis             |
| Capitão Poço               | 150008 | Capitão Poço            |
| Capitão Poço               | 150008 | Garrafão do Norte       |
| Capitão Poço               | 150008 | Nova Esperança do Piriá |
| Capitão Poço               | 150008 | Ourém                   |

### Marabá
| Região geográfica imediata | Código | Municípios               |
| -------------------------- | ------ | ------------------------ |
| Marabá                     | 150009 | Abel Figueiredo          |
| Marabá                     | 150009 | Bom Jesus do Tocantins   |
| Marabá                     | 150009 | Brejo Grande do Araguaia |
| Marabá                     | 150009 | Itupiranga               |
| Marabá                     | 150009 | Jacundá                  |
| Marabá                     | 150009 | Marabá                   |
| Marabá                     | 150009 | Nova Ipixuna             |
| Marabá                     | 150009 | Palestina do Pará        |
| Marabá                     | 150009 | Piçarra                  |
| Marabá                     | 150009 | Rondon do Pará           |
| Marabá                     | 150009 | São Domingos do Araguaia |
| Marabá                     | 150009 | São Geraldo do Araguaia  |
| Marabá                     | 150009 | São João do Araguaia     |
| Parauapebas                | 150010 | Canaã dos Carajás        |
| Parauapebas                | 150010 | Curionópolis             |
| Parauapebas                | 150010 | Eldorado do Carajás      |
| Parauapebas                | 150010 | Parauapebas              |
| Tucuruí                    | 150011 | Baião                    |
| Tucuruí                    | 150011 | Breu Branco              |
| Tucuruí                    | 150011 | Goianésia do Pará        |
| Tucuruí                    | 150011 | Novo Repartimento        |
| Tucuruí                    | 150011 | Pacajá                   |
| Tucuruí                    | 150011 | Tucuruí                  |

### Redenção
| Região geográfica imediata | Código | Municípios                |
| -------------------------- | ------ | ------------------------- |
| Redenção                   | 150012 | Bannach                   |
| Redenção                   | 150012 | Conceição do Araguaia     |
| Redenção                   | 150012 | Cumaru do Norte           |
| Redenção                   | 150012 | Floresta do Araguaia      |
| Redenção                   | 150012 | Pau-d'Arco                |
| Redenção                   | 150012 | Redenção                  |
| Redenção                   | 150012 | Santa Maria das Barreiras |
| Redenção                   | 150012 | Santana do Araguaia       |
| Tucumã-São Félix do Xingu  | 150013 | Ourilândia do Norte       |
| Tucumã-São Félix do Xingu  | 150013 | São Félix do Xingu        |
| Tucumã-São Félix do Xingu  | 150013 | Tucumã                    |
| Xinguara                   | 150014 | Água Azul do Norte        |
| Xinguara                   | 150014 | Rio Maria                 |
| Xinguara                   | 150014 | Sapucaia                  |
| Xinguara                   | 150014 | Xinguara                  |

### Santarém
| Região geográfica imediata | Código | Municípios       |
| -------------------------- | ------ | ---------------- |
| Santarém                   | 150015 | Alenquer         |
| Santarém                   | 150015 | Belterra         |
| Santarém                   | 150015 | Mojuí dos Campos |
| Santarém                   | 150015 | Monte Alegre     |
| Santarém                   | 150015 | Prainha          |
| Santarém                   | 150015 | Santarém         |
| Itaituba                   | 150016 | Aveiro           |
| Itaituba                   | 150016 | Itaituba         |
| Itaituba                   | 150016 | Jacareacanga     |
| Itaituba                   | 150016 | Novo Progresso   |
| Itaituba                   | 150016 | Placas           |
| Itaituba                   | 150016 | Rurópolis        |
| Itaituba                   | 150016 | Trairão          |
| Oriximiná                  | 150017 | Curuá            |
| Oriximiná                  | 150017 | Faro             |
| Oriximiná                  | 150017 | Juruti           |
| Oriximiná                  | 150017 | Óbidos           |
| Oriximiná                  | 150017 | Oriximiná        |
| Oriximiná                  | 150017 | Terra Santa      |

### Altamira
| Região geográfica imediata | Código | Municípios            |
| -------------------------- | ------ | --------------------- |
| Altamira                   | 150018 | Altamira              |
| Altamira                   | 150018 | Anapu                 |
| Altamira                   | 150018 | Brasil Novo           |
| Altamira                   | 150018 | Medicilândia          |
| Altamira                   | 150018 | Senador José Porfírio |
| Altamira                   | 150018 | Uruará                |
| Altamira                   | 150018 | Vitória do Xingu      |
| Almeirim-Porto de Moz      | 150019 | Almeirim              |
| Almeirim-Porto de Moz      | 150019 | Porto de Moz          |

### Breves
| Região geográfica imediata | Código | Municípios                 |
| -------------------------- | ------ | -------------------------- |
| Breves                     | 150020 | Afuá                       |
| Breves                     | 150020 | Anajás                     |
| Breves                     | 150020 | Bagre                      |
| Breves                     | 150020 | Breves                     |
| Breves                     | 150020 | Chaves                     |
| Breves                     | 150020 | Curralinho                 |
| Breves                     | 150020 | Gurupá                     |
| Breves                     | 150020 | Melgaço                    |
| Breves                     | 150020 | Portel                     |
| Breves                     | 150020 | São Sebastião da Boa Vista |
| Soure-Salvaterra           | 150021 | Cachoeira do Arari         |
| Soure-Salvaterra           | 150021 | Muaná                      |
| Soure-Salvaterra           | 150021 | Ponta de Pedras            |
| Soure-Salvaterra           | 150021 | Salvaterra                 |
| Soure-Salvaterra           | 150021 | Santa Cruz do Arari        |
| Soure-Salvaterra           | 150021 | Soure                      |